# Абдурашид
Абдураши́д (Абдурашидотар) — хутір у Хасав'юртському районі Дагестану, РФ.
Входить до Покровського сільського поселення.

## Географія
Розташований на північний схід від районного центру міста Хасав'юрт.
Найближчі населені пункти: на північному сході — село Умаротар, на північному заході — село Сіух, на південному заході — села Бамматюрт і Кандаураул, на південному сході — села Умашаул і Батаюрт, на сході — село Куруш, на заході — село Ціяб-Ічічалі.

## Історія
Абдурашид — ім'я першопоселенця, засновника хутора.